# Torsten Gordh

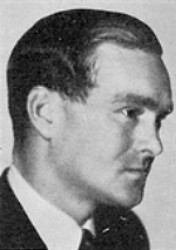
Torsten Gordh, 1950-tal.

Torsten Gordh, född 13 augusti 1907 i Örebro, död 25 juni 2010, var Sveriges förste anestesiolog och även förste professorn inom specialiteten.

## Biografi

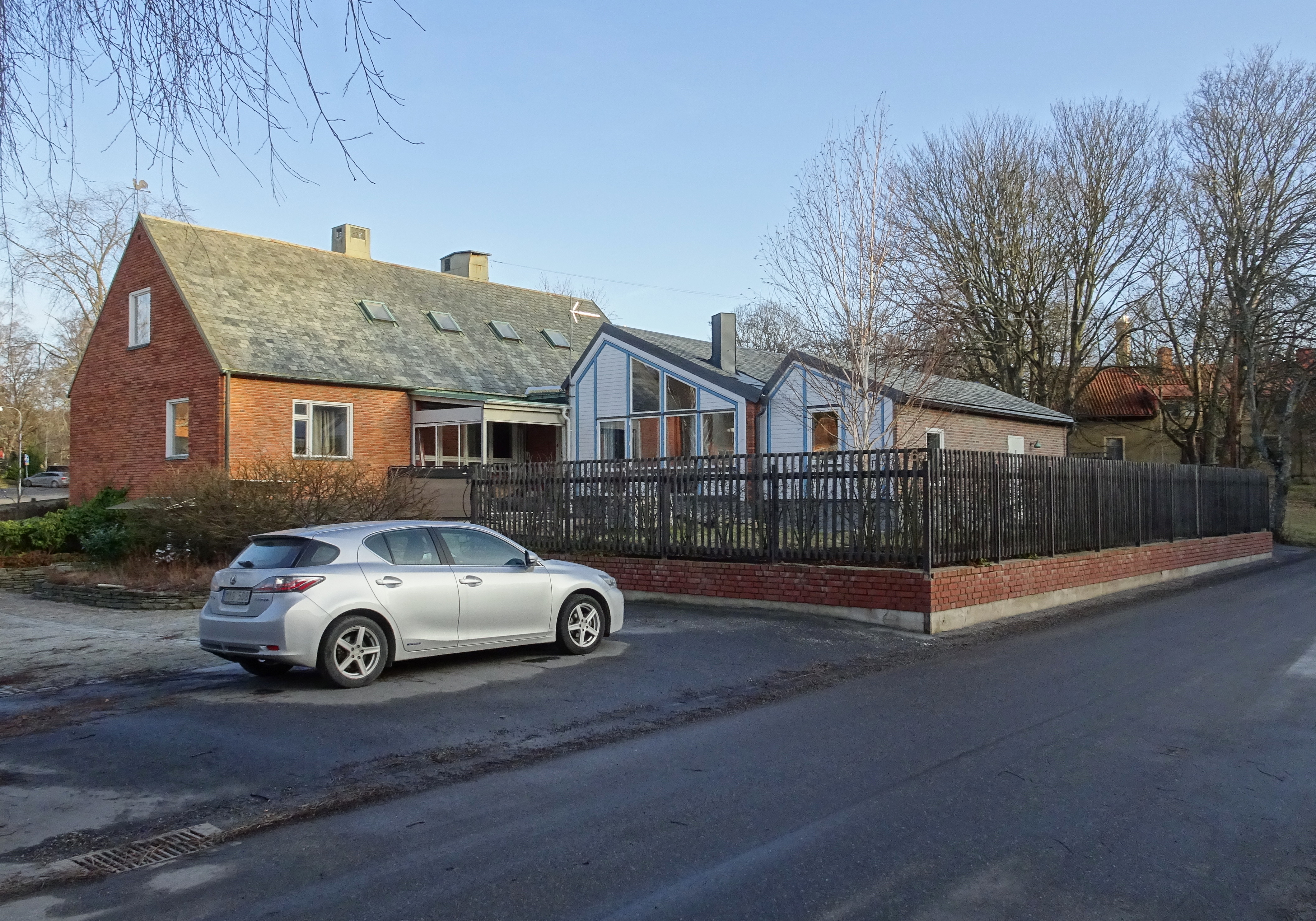
Villa Gordh i Solna kyrkby, ritad 1951 av arkitekt Hans Åkerblad för Torsten Gordh.

Torsten Gordh blev medicine licentiat i  Stockholm 1935, medicine doktor 1945, docent i anestesiologi vid Karolinska institutet 1946–1964. Han var anestesiolog vid Karolinska sjukhuset 1940–1945 och blev 1945 överläkare vid anestesiavdelningen där. År 1964 blev Gordh professor i anestesiologi vid Karolinska institutet. Han var även ledamot av socialstyrelsen vetenskapliga råd från 1951.
Gordh avsåg ursprungligen bli lantmätare likt fadern, men kom inte in på utbildningen och efter att ha försökt med matematik under en föreläsning vid Uppsala universitet, sökte han till läkarutbildning på samma universitet och antogs där men avslutade sedan studierna vid Karolinska institutet med att medicine licentiatexamen avlades. Inriktningen var att bli kirurg och inledningsvis fick han en oavlönad tjänst ett par månader, vilket var vanligt förhållande på den tiden, innan han fick underläkartjänst på Serafimerlasarettets kirurgklinik. Efter ett långt samtal 1938 med den brittiske anestesiologen Michael Nosworthy följt av introduktionsbrev och ett följande stipendium på 1 000 USD från Sverige-Amerikastiftelsen for Gordh till Madison, Wisconsin i USA, där han under professor Ralph Waters ledning fick anestesiutbildning. Dagen före Tysklands invasion av Danmark och Norge återkom Gordh till Sverige och medförde då även den första moderna anestesiutrustningen till landet. Han anställdes därefter som den förste heltidsanställde anestesiologen i Sverige och på den europeiska kontinenten.
Gordh införde och lät sprida idag fundamentalt självklara, men då radikalt nya grepp som fortlöpande patientövervakning under operationen av puls, blodtryck, andning, hudfärg, lukt med mera samt uppföljning av patienten både före och efter operationen. Under narkos, när patienten är sövd var det tidigare om patienten reagerade på smärta, blodets färg som i stort avgjorde sövningens djup. Gordh myntade minnesregeln de "Fyra S:en": Sänkt huvudända, Svalgtub, Sug, Syrgas sammanfattat som att hålla luftvägen fri, ge blodet syre och ge hjärtat blod - det tema som också blev stommen i hans avhandling.
Inför Astras världslanseringen av lokalbedövningsmedlet lidokain ansvarade Gordh för den kliniska prövningen 1944-48. Med anledning av den huvudvärk som patienter kan få efter spinalbedövning med bland andra lidokain utredde Gordh i samarbete med kirurgkollegan Curt Franksson, orsakerna och fann samband mellan anestesinålens grovlek, omfattningen på skadan på hårda hjärnhinnan (som trots namnet även finns utefter ryggradskanalen) som insticket innebär och huvudvärken.
Torsten Gordh var son till distriktslantmätare Josef Gordh och Agda, född Rolander. Han var från 1941 gift med medicine licentiat Ulla Mattison (född 1918). En bror till Torsten Gordh var Atos Gordh. Torsten Gordhs son, Torsten E Gordh har berättat om narkosens utveckling till anestesiologi. Han är också anestesiolog och professor vid klinisk smärtforskning vid Uppsala universitet.

## Utmärkelser
- Kommendör av Nordstjärneorden, 6 juni 1970.[5]